# アヴィリオス (競走馬)
アヴィリオス（英: Avilius）は、フランス・オーストラリアの競走馬である。主な勝ち鞍には2019年ランヴェットステークス、タンクレッドステークス、ジョージメインステークス。

## 戦績

### 3歳 (2017年)
フランスの名伯楽アンドレ・ファーブル厩舎に入厩。2017年3月の条件戦をミカエル・バルザローナ騎手を背にデビューし4着。翌月に勝ち上がり、続くリステッドのシュレンヌ賞と連勝。重賞戦線に顔を出し始めるとウジェーヌアダム賞、ギョームドルナーノ賞とG2でそれぞれ3着と力を発揮し、凱旋門賞の前哨戦として知られるG2ニエル賞ではクラックスマンの2着と好走。しかしG2ドラール賞では6着に敗れ、その後去勢された。

### 4歳 (2018年)
4月に入り、ファーブル厩舎からオーストラリアにおいてのゴドルフィンのメインステーブルであるジェームズ・カミングス厩舎へと移籍。8月、オーストラリア移籍初戦となったランドウィック競馬場での条件戦をグリン・スコフィールド騎手とのコンビで快勝すると、続くG3プレミアズカップで重賞初制覇、そこから一気に本格化しG3キングストンタウンステークス、G3ザバードカミングスと重賞を連勝、一躍豪中距離戦線の有力馬へ上り詰める。G1初挑戦となったコックスプレートでは人気薄ながら4着と入着を果たす。ほとんど連闘の形で挑んだメルボルンカップでは後方からレースを進めたが前を行くザクリフスオブモハーが故障、そのアオリを受けた影響か全く力を発揮出来ず22着と惨敗した。

### 5歳 (2019年)
前走後からの放牧明け初戦となったG3カーライオンカップではケリン・マカヴォイ騎手を鞍上に迎えると人気に応え快勝、2019年初戦を勝利で飾る。オーストラリアのトップジョッキーであるヒュー・ボウマン騎手と臨んだG2ピーターヤングステークスでは内から抜け出し、逃げ粘るタラップフォーフォールズを交わし快勝した。押しも押されもせぬオーストラリアの中距離戦線の主役へと推されたアヴィリオスは悲願のG1制覇を懸けオーストラリアンカップへと出走する。しかしレース当日、騎乗予定だったボウマン騎手が家庭の事情によりニューマーケットハンデ以降の騎乗を取りやめシドニーへ戻ってしまう事態が発生。急遽コーリー・ブラウン騎手を鞍上に迎え臨んだレースでは内から一旦は抜け出したものの最後は脚が止まり、勝ったハーレムから約1馬身半差の5着に敗れた。
マカヴォイ騎手との再コンビで立て直しを図ったG1ランヴェットステークスでは、約4倍の1番人気に推される。またこのレースではアヴィリオスが3歳時フランスで走っていた時に出走し3着だったギョームドルナーノ賞の覇者であるエミネントがヒズエミネントと馬名を変え豪州移籍初戦に臨んでいた。そして直線、外から一気に末脚を発揮し、残り100メートル付近で粘るヒズエミネントを交わしゴール。悲願のG1初制覇を果たした。また連闘で挑んだタンクレッドステークスでも4コーナーから一気に捲り、直線で他馬を全く寄せ付けず1.6倍という圧倒的な支持に応えて快勝しG1連勝を飾った。

### 6歳 (2019/20シーズン)
2019/20シーズンはG1ウィンクスステークスから始動。この路線での絶対女王であったウィンクスが引退し、路線を引っ張っていく主役級が不在な中、前シーズンの実績と活躍が評価されたアヴィリオスが1番人気に推される。道中は後方からレースを進めたが、伏兵サマダウトの逃げ切りを許した上にまさかの4着敗戦。続くG2チェルムズフォードステークスでも1番人気に推され、前走の反省を活かし早めに動いていったがまたしてもサマダウトの3馬身差つける逃げ切りを許してしまう形となった。ハッピークラッパーやG1オーストラリアンオークス覇者のベリーエレガント、3度目の顔見せとなったサマダウトも参戦したG1ジョージメインステークスでも変わらず1番人気に推されたアヴィリオスは道中最後方に位置し、直線外から一気に他馬を抜き去ると、2着に粘ったドリームフォースに2馬身つける快勝を見せ3つ目のG1タイトルを獲得した。なお、過去2度の対決でいずれも逃げ切ったサマダウトは先手を奪ったものの直線失速し6着に敗れている。
その後、G1連勝を狙ったコーフィールドステークスでは4着に終わると、続くコックスプレートでもリスグラシューの7着と惨敗する。年が明けて2月8日のCFオーアステークスは5着、同月29日のチッピングノートンステークスは4着、連闘で挑んだオーストラリアンカップでは5着と着外が続いた。ヒュー・ボウマンとのコンビで挑んだランヴェットステークスとタンクレッドステークスでは共に3着と好走した。

### 7歳 (2020/21シーズン)
2020/21シーズンはG2チェルムスフォードステークスから始動したが4着。続くジョージメインステークスでも6着に終わるも、10月3日のG2ヒルステークスでは2着と好走する。この後、コーフィールドカップは6着、メルボルンカップは22着、G2ジッピングクラシックは5着と着外続きとなる。年が明けてチッピングノートンステークスとジョージライダーステークスでは共に3着と好走したが、4月のドンカスターマイルでカスカディアンの5着に敗れると、5月8日のG2ADホリンデイルステークスは4着、同月22日のドゥームベンカップで6着となったのを最後に現役を引退した。

## 競走成績
| 出走日     | 競馬場           | 競走名               | 格 | 距離          | 着順 | 騎手             | 着差       | 1着（2着）馬       |
| ---------- | ---------------- | -------------------- | -- | ------------- | ---- | ---------------- | ---------- | ------------------ |
| 2017.03.10 | シャンティイ     | 未勝利戦             |    | オ1600m（良） | 4着  | M.バルザローナ   | 6馬身      | Dramatic Exit      |
| 2017.04.09 | シャンティイ     | 未勝利戦             |    | オ1900m（良） | 1着  | M.バルザローナ   | 2馬身      | （Galikeo）        |
| 2017.04.25 | メゾンラフィット | シュレンヌ賞         | L  | 芝2000m（良） | 1着  | M.バルザローナ   | 短クビ差   | （My Scholar）     |
| 2017.07.16 | メゾンラフィット | ウジェーヌアダム賞   | G2 | 芝2000m（良） | 3着  | M.バルザローナ   | 1 3/4馬身  | Finche             |
| 2017.08.15 | ドーヴィル       | ギヨームドルナノ賞   | G2 | 芝2000m（良） | 3着  | M.バルザローナ   | 4 3/4馬身  | Eminent            |
| 2017.09.10 | シャンティイ     | ニエル賞             | G2 | 芝2400m（重） | 2着  | M.バルザローナ   | 3 1/2馬身  | Cracksman          |
| 2017.09.30 | シャンティイ     | ドラール賞           | G2 | 芝2000m（重） | 6着  | M.バルザローナ   | 5 1/4馬身  | Garlingari         |
| 2018.08.04 | ランドウィック   | ハンデ戦             |    | 芝1600m（良） | 1着  | G.スコフィールド | クビ差     | （Dagny）          |
| 2018.08.25 | ローズヒル       | プレミアズC          | G3 | 芝1900m（重） | 1着  | G.スコフィールド | クビ差     | （I Am Serious）   |
| 2018.09.15 | ランドウィック   | キングストンタウンS  | G3 | 芝2000m（稍） | 1着  | G.スコフィールド | 3/4馬身    | （Brimham Rocks）  |
| 2018.10.06 | フレミントン     | ザバートカミングス   | G3 | 芝2500m（良） | 1着  | G.スコフィールド | 短アタマ差 | （Jaameh）         |
| 2018.10.27 | ムーニーヴァレー | コックスプレート     | G1 | 芝2040m（良） | 4着  | G.スコフィールド | 7 3/4馬身  | Winx               |
| 2018.11.06 | フレミントン     | メルボルンC          | G1 | 芝3200m（重） | 22着 | G.スコフィールド | 69 1/4馬身 | Cross Counter      |
| 2019.02.09 | コーフィールド   | カーライオンC        | G3 | 芝1600m（稍） | 1着  | K.マカヴォイ     | 3/4馬身    | （Sikandarabad）   |
| 2019.02.23 | コーフィールド   | ピーターヤングS      | G2 | 芝1800m（良） | 1着  | H.ボウマン       | 1 1/2馬身  | （Trap For Fools） |
| 2019.03.09 | フレミントン     | オーストラリアンC    | G1 | 芝2000m（良） | 5着  | C.ブラウン       | 1 1/2馬身  | Harlem             |
| 2019.03.23 | ローズヒル       | ランヴェットS        | G1 | 芝2000m（不） | 1着  | K.マカヴォイ     | 2 1/4馬身  | （Eminent）        |
| 2019.03.30 | ローズヒル       | タンクレッドS        | G1 | 芝2400m（不） | 1着  | J.マクドナルド   | 2 1/4馬身  | （Big Duke）       |
| 2019.08.24 | ランドウィック   | ウィンクスS          | G1 | 芝1400m（稍） | 4着  | K.マカヴォイ     | 1馬身      | Samadoubt          |
| 2019.09.07 | ランドウィック   | チェルムスフォードS  | G2 | 芝1600m（稍） | 2着  | K.マカヴォイ     | 3 1/4馬身  | Samadoubt          |
| 2019.09.21 | ランドウィック   | ジョージメインS      | G1 | 芝1600m（重） | 1着  | K.マカヴォイ     | 2 1/4馬身  | （Dreamforce）     |
| 2019.10.12 | コーフィールド   | コーフィールドS      | G1 | 芝2000m（良） | 4着  | K.マカヴォイ     | 1 3/4馬身  | Cape Of Good Hope  |
| 2019.10.26 | ムーニーヴァレー | コックスプレート     | G1 | 芝2040m（稍） | 7着  | K.マカヴォイ     | 7 1/4馬身  | Lys Gracieux       |
| 2020.02.08 | コーフィールド   | CFオーアS            | G1 | 芝1400m（良） | 5着  | D.レーン         | 2馬身      | Alabama Express    |
| 2020.02.29 | ランドウィック   | チッピングノートンS  | G1 | 芝1600m（稍） | 4着  | H.ボウマン       | 2馬身      | Te Akau Shark      |
| 2020.03.07 | フレミントン     | オーストラリアンC    | G1 | 芝2000m（重） | 5着  | D.ダン           | 4 1/4馬身  | Fifty Stars        |
| 2020.03.21 | ローズヒル       | ランヴェットS        | G1 | 芝2000m（重） | 3着  | H.ボウマン       | 5 3/4馬身  | Addeybb            |
| 2020.03.28 | ローズヒル       | タンクレッドS        | G1 | 芝2400m（重） | 3着  | H.ボウマン       | 4 1/4馬身  | Verry Elleegant    |
| 2020.09.05 | ランドウィック   | チェルムスフォードS  | G2 | 芝1600m（稍） | 4着  | K.マカヴォイ     | 1 1/4馬身  | Mister Sea Wolf    |
| 2020.09.19 | ランドウィック   | ジョージメインS      | G1 | 芝1600m（稍） | 6着  | H.ボウマン       | 5 1/4馬身  | Kolding            |
| 2020.10.03 | ランドウィック   | ヒルS                | G2 | 芝2000m（稍） | 2着  | H.ボウマン       | 2馬身      | Kolding            |
| 2020.10.17 | コーフィールド   | コーフィールドC      | G1 | 芝2400m（重） | 6着  | J.アレン         | 2 3/4馬身  | Verry Elleegant    |
| 2020.11.03 | フレミントン     | メルボルンC          | G1 | 芝3200m（良） | 22着 | J.アレン         | 21 1/4馬身 | Twilight Payment   |
| 2020.11.14 | サンダウン       | ジッピングクラシック | G2 | 芝2400m（良） | 5着  | D.オリヴァー     | 2馬身      | Sound              |
| 2021.02.27 | ランドウィック   | チッピングノートンS  | G1 | 芝1600m（重） | 3着  | N.ローウィラー   | 1/2馬身    | Verry Elleegant    |
| 2021.03.27 | ローズヒル       | ジョージライダーS    | G1 | 芝1500m（重） | 3着  | N.ローウィラー   | 1/4馬身    | Think It Over      |
| 2021.04.10 | ランドウィック   | ドンカスターマイル   | G1 | 芝1600m（重） | 5着  | J.マクドナルド   | 3 1/4馬身  | Cascadian          |
| 2021.05.08 | ゴールドコースト | ADホリンデイルS      | G2 | 芝1800m（重） | 4着  | N.ローウィラー   | 4 1/2馬身  | Zaaki              |
| 2021.05.22 | ドゥームベン     | ドゥームベンC        | G1 | 芝2000m（稍） | 6着  | K.マカヴォイ     | 12馬身     | Zaaki              |

## 血統表
| アヴィリオスの血統                | アヴィリオスの血統                                            | アヴィリオスの血統  | （血統表の出典）    | （血統表の出典） |
| 父 Pivotal イギリス 1993 栗毛     | 父の父Polar Falcon アメリカ 1987 黒鹿毛                       | Nureyev             | Northern Dancer     | Northern Dancer  |
| 父 Pivotal イギリス 1993 栗毛     | 父の父Polar Falcon アメリカ 1987 黒鹿毛                       | Nureyev             | Special             |                  |
| 父 Pivotal イギリス 1993 栗毛     | 父の父Polar Falcon アメリカ 1987 黒鹿毛                       | Marie d'Argonne     | Jefferson           | Jefferson        |
| 父 Pivotal イギリス 1993 栗毛     | 父の父Polar Falcon アメリカ 1987 黒鹿毛                       | Marie d'Argonne     | Mohair              |                  |
| 父 Pivotal イギリス 1993 栗毛     | 父の母Fearless Revival イギリス 1987 栗毛                     | Cozzene             | Caro                | Caro             |
| 父 Pivotal イギリス 1993 栗毛     | 父の母Fearless Revival イギリス 1987 栗毛                     | Cozzene             | Ride the Trails     |                  |
| 父 Pivotal イギリス 1993 栗毛     | 父の母Fearless Revival イギリス 1987 栗毛                     | Stufida             | Bustino             | Bustino          |
| 父 Pivotal イギリス 1993 栗毛     | 父の母Fearless Revival イギリス 1987 栗毛                     | Stufida             | Zerbinetta          |                  |
| 母 Alessandria イギリス 2003 鹿毛 | 母の父*サンデーサイレンス Sunday Silence アメリカ 1986 黒鹿毛 | Halo                | Hail to Reason      | Hail to Reason   |
| 母 Alessandria イギリス 2003 鹿毛 | 母の父*サンデーサイレンス Sunday Silence アメリカ 1986 黒鹿毛 | Halo                | Cosmah              |                  |
| 母 Alessandria イギリス 2003 鹿毛 | 母の父*サンデーサイレンス Sunday Silence アメリカ 1986 黒鹿毛 | Wishing Well        | Understanding       | Understanding    |
| 母 Alessandria イギリス 2003 鹿毛 | 母の父*サンデーサイレンス Sunday Silence アメリカ 1986 黒鹿毛 | Wishing Well        | Mountain Flower     |                  |
| 母 Alessandria イギリス 2003 鹿毛 | 母の母Tereshkova アメリカ 1992 鹿毛                           | Mr. Prospector      | Raise a Native      | Raise a Native   |
| 母 Alessandria イギリス 2003 鹿毛 | 母の母Tereshkova アメリカ 1992 鹿毛                           | Mr. Prospector      | Gold Digger         |                  |
| 母 Alessandria イギリス 2003 鹿毛 | 母の母Tereshkova アメリカ 1992 鹿毛                           | Lypatia             | Lyphard             | Lyphard          |
| 母 Alessandria イギリス 2003 鹿毛 | 母の母Tereshkova アメリカ 1992 鹿毛                           | Lypatia             | Hypatia             |                  |
| 5代内の近親交配                   | Northern Dancer 4×5                                           | Northern Dancer 4×5 | Northern Dancer 4×5 | [ § 2 ]          |
| 出典                              | 1. 2.                                                         | 1. 2.               | 1. 2.               | 1. 2.            |